# Haspra

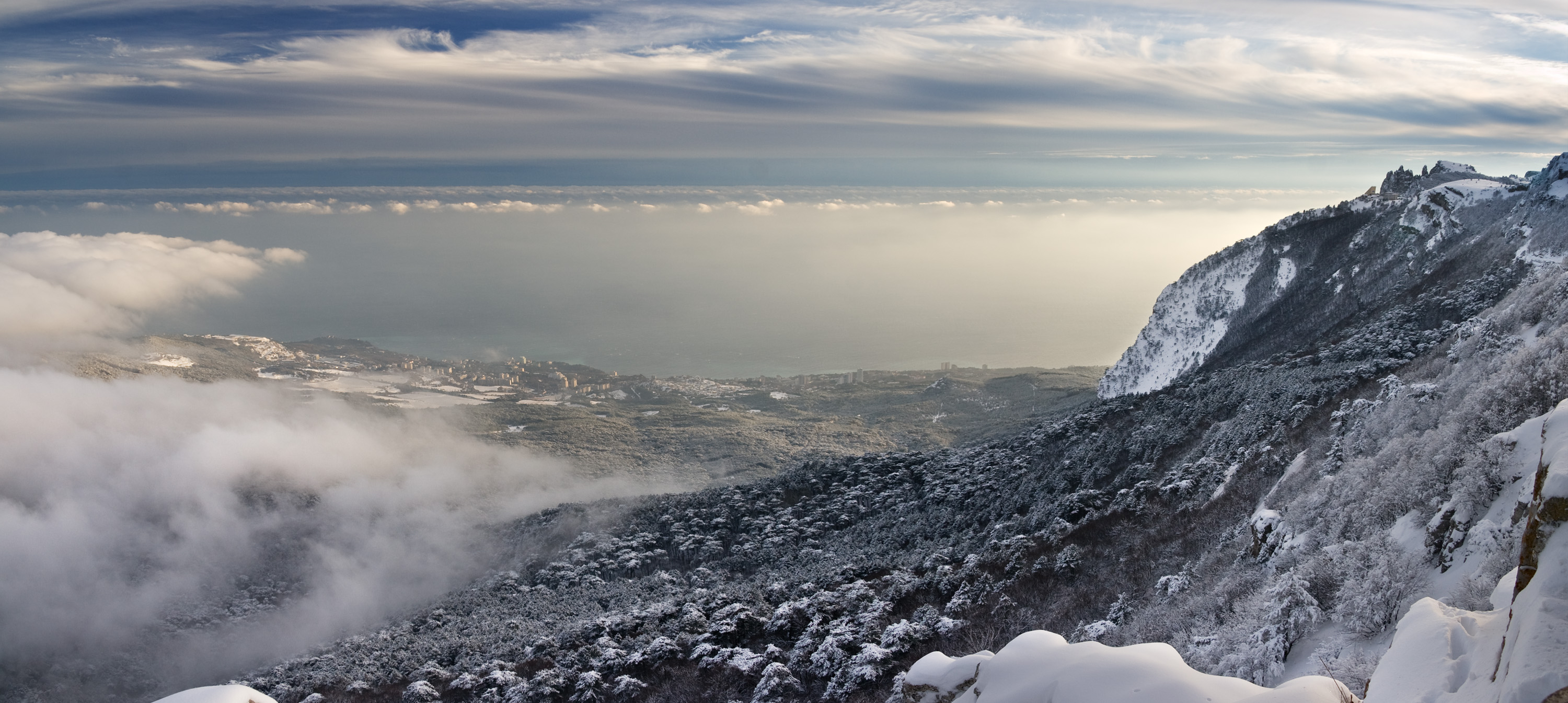
Vy mot Haspra från berget Aj-Petri (Krimbergen).

Haspra (ukrainska: Гаспра/Haspra, ryska: Гаспра/Gaspra) är ett stadsliknande samhälle och en kurort vid Krims svartahavskust väster om Jalta.
Asteroiden 951 Gaspra är uppkallade efter Haspra.